# 슈퍼쾌남
슈퍼쾌남은 2010년 '정턱과 쾌남들'이라는 이름으로 싱글 [쾌남소리]로 데뷔한 후 2014년 소속사를 옮겨 싱글 [멋진남자]로 재데뷔한 2인조 음악 그룹이다.

## 방송
- 슈퍼스타K 4 (2012) - Top42
- PLAY GUIDE (2013)
- 너의 목소리가 보여 3 (2016)

## 공연
- 김지수 콘서트 (2012)
- 더 파이널 카운트다운 2013 (2012)

## 뮤직비디오
- 더블K - 랩운동 (2013)